# Liste der Naturschutzgebiete im Landkreis Landshut
Im Landkreis Landshut gibt es ein Naturschutzgebiet.
| Name                                  | Bild | Kennung                  | Kreis                                  | Einzelheiten                                 | Position | Fläche Hektar | Datum         |
| ------------------------------------- | ---- | ------------------------ | -------------------------------------- | -------------------------------------------- | -------- | ------------- | ------------- |
| Vogelfreistätte Mittlere Isarstauseen |      | NSG-00170.01 WDPA: 82804 | Landkreis Freising, Landkreis Landshut | LK Freising 191,12 ha, LK Landshut 399,13 ha | ⊙        | 590,25        | 23. Sep. 1982 |
| Legende für Naturschutzgebiet         |      |                          |                                        |                                              |          |               |               |